# Smalbladet klokke
Smalbladet klokke (Campanula persicifolia) er en 30-60 cm høj urt, der især vokser på skrænter.

## Beskrivelse
Smalbladet klokke er en flerårig urt med en tueformet vækst. Tuen dannes af talrige, rosetstillede blade. Disse blade er omvendt ægformede, men smalle, mens bladene på stænglerne er lancet- eller linieformede med bølget eller let bugtet rand. Oversiden er glat og mørkegrøn, mens og undersiden er lysegrøn.
Blomstringen sker i juli, hvor blomsterstænglerne rejser sig højt op over bladtuen. Stænglen bærer spredte blade med én stor, klokkeformet, lyseblå blomst ved hvert bladhjørne på skuddets yderste halvdel. Frugten er en kapsel med mange, spiredygtige frø.
Rodnettet består af en tyk hovedrod og mange, vel fordelte trævlerødder.
Højde x bredde og årlig tilvækst: 0,30 x 0,30 m (30 x 30 cm/år), blomsterstænglerne dog op til 60 cm højde. Disse mål kan fx bruges til beregning af planteafstande, når arten anvendes som kulturplante.

## Voksested
Smalbladet klokke vokser i lyse løvskove eller på overdrev og skrænter med kalkholdig jord i Centralasien, i Mellemøsten, på Kaukasus og i det meste af Europa og herunder også i Danmark øst for Storebælt, ved Limfjorden og på Djursland.
På Ruhberg i Fichtelgebirge i det nordøstlige Bayern vokser den sammen med bl.a. aksrapunsel, ask, alm. bingelurt, bøg, alm. guldstjerne, dunet gedeblad, fjeldribs, gul anemone, kranslilje, liljekonval, nældeklokke, peberbusk, skovmærke, sort druemunke, spidsløn, storbladet elm, storbladet lind, sød astragel, tandrod og vårfladbælg
| Portal | Portal:Botanik |

## Note
1. ↑  Johannes Merkel: Beurteilung der Schutzwürdigkeit des geplanten Naturschutzgebietes "Ruhberg südöstlich Brand b. Marktredwitz" Arkiveret 13. oktober 2006 hos  Wayback Machine (tysk)